# Clownstep
Clownstep, inaczej nu-jump up – gatunek muzyki drum and bass granej w klubach odwiedzanych masowo, zaprojektowany tak, by pobudzić ludzi do tańca i skakania (ang. jump-up). Wykreowany został przez takie gwiazdy sceny dnb jak Andy C, DJ Hype czy Sub Focus. Zawiera skoczne linie basowe, często wykorzystuje „zabawne” dźwięki z programów TV czy seriali lub filmów.
Przedstawiciele gatunku: Andy C, DJ Hype, Chase & Status, Subfocus, DJ Hazard, Clipz, TC, Matrix & Futurebound, Nero (UK).